# La Monte (Missouri)
La ville de La Monte est située dans le comté de Pettis, dans l’État du Missouri, aux États-Unis. Sa population s’élevait à 1 140 habitants lors du recensement de 2010, estimée à 1 131 habitants en 2016.

## Histoire
La localité a été établie en 1866 sous le nom de Boomer. Le nom actuel de La Monte, d’après un parent d’un des premiers maîtres de poste, a été adopté en 1870 quand le chemin de fer a été prolongé jusqu’à cet endroit.

## Source
- (en) Cet article est partiellement ou en totalité issu de l’article de Wikipédia en anglais intitulé « La Monte, Missouri » (voir la liste des auteurs).

1. ↑  « Pettis County Place Names, 1928–1945 » [archive du 24 juin 2016], The State Historical Society of Missouri (consulté le 27 novembre 2016).
2. ↑  « Population and Housing Unit Estimates » (consulté le 9 juin 2017)
3. ↑  « Census of Population and Housing », Census.gov (consulté le 4 juin 2015)